# Licuala tomentosa
Licuala tomentosa är en enhjärtbladig växtart som beskrevs av Karl Ewald Maximilian Burret. Licuala tomentosa ingår i släktet Licuala och familjen Arecaceae. Inga underarter finns listade i Catalogue of Life.